# Délégation du gouvernement à Melilla
La délégation du gouvernement à Melilla est un organe du ministère de la Politique territoriale. Le délégué représente le gouvernement de l'Espagne dans la ville autonome de Melilla.

## Structure

### Siège
Le siège de la délégation du gouvernement à Melilla se situe au 3 de l'avenue De la Marina Española dans la ville autonome de Melilla.

## Titulaires
| Délégués | Délégués                          | Dates du mandat | Dates du mandat | Parti |
| -------- | --------------------------------- | --------------- | --------------- | ----- |
|          | Ángel Hernández Craqui            | 10.03.1983      | 12.07.1984      | PSOE  |
|          | Andrés Moreno Aguilar             | 12.07.1984      | 01.09.1986      | PSOE  |
|          | Manuel Céspedes Céspedes          | 01.09.1986      | 25.05.1996      | PSOE  |
|          | Enrique Beamud Martín             | 25.05.1996      | 13.05.2000      | PP    |
|          | Arturo Esteban Albert             | 13.05.2000      | 01.05.2004      | PP    |
|          | José Fernández Chacón             | 01.05.2004      | 01.05.2008      | PSOE  |
|          | Gregorio Francisco Escobar Marcos | 01.05.2008      | 02.04.2011      | PSOE  |
|          | Antonio María Claret García       | 02.04.2011      | 31.12.2011      | PSOE  |
|          | Abdelmalik El Barkani             | 31.12.2011      | 19.06.2018      | PP    |
|          | Sabrina Moh Abdelkader            | 19.06.2018      | En fonction     | PSOE  |